# Діана Палійська
Діана Палійська (болг. Диана Палийска), після одруження Радєва (болг. Радева; нар. 20 серпня 1966, Пловдив) — болгарська спортсменка, веслувальниця на байдарці, призерка Олімпійських ігор і чемпіонату світу.

## Спортивна кар'єра
Діана Палійська народилася в Пловдиві і займатися веслуванням на байдарці почала з 1978 року в місцевому спортивному училищі «Васил Левський».
Дебютувала на чемпіонаті світу 1985 року, зайнявши четверте місце в змаганнях байдарок-двійок разом з Ванею Гешевою і сьоме місце в змаганнях байдарок-четвірок. Стала постійною напарницею Вані Гешевої в байдарках-двійках і байдарках-четвірках.
На чемпіонаті світу 1986 в Монреалі в змаганнях байдарок-двійок разом з Ванею Гешевою Палійська завоювала бронзову медаль, а в змаганнях байдарок-четвірок зайняла четверте місце.
На чемпіонаті світу 1987 в змаганнях байдарок-четвірок зайняла п'яте місце.
На Олімпійських іграх 1988 Діана Палійська у складі байдарки-четвірки у фінальному заїзді прийшла до фінішу третьою, завоювавши разом з подругами Ванею Гешевою, Бориславою Івановою та Огняною Петровою бронзову нагороду, і в змаганнях байдарок-двійок разом з Ванею Гешевою Палійська завоювала срібну медаль.
На чемпіонаті світу 1989 зайняла сьоме місце в змаганях байдарок-четвірок, а в змаганях байдарок-двійок на дистанції 5000 м зайняла дванадцяте місце.